# Guglielmo Cudicini
Guglielmo Cudicini (Trieste, 23 novembre 1903 – Trieste, 24 novembre 2007) è stato un calciatore italiano, di ruolo difensore.

## Biografia
È stato il padre del portiere Fabio Cudicini ed il nonno del portiere Carlo Cudicini, entrambi campioni d'Italia con il Milan.
È morto nel 2007, il giorno dopo aver compiuto 104 anni.

## Caratteristiche tecniche
Suo figlio Fabio lo definì come "un tipo leggerino, ma tecnico", lo chiamavano il "ballerino" grazie al suo gioco elegante. Difensore duttile, e a volte avanzava nel ruolo di centravanti.

## Carriera
Giocò in Serie A con la Triestina, segnando il suo unico gol in massima serie contro il Padova il 5 novembre 1928.
Proprio alla Triestina fu compagno di squadra di Nereo Rocco.
Si ritirò nel 1939 all'età di 35 anni.